# Чумацьке (село)
Чума́цьке — село в Україні, в Пологівському районі Запорізької області. Населення становить 85 осіб. До 2020 орган місцевого самоврядування - Костянтинівська сільська рада.

## Географія
Село Чумацьке знаходиться на відстані 1,5 км від села Костянтинівка.

## Історія
- 1790 — дата заснування.
- 12 червня 2020 року, відповідно до розпорядження Кабінету Міністрів України № 713-р «Про визначення адміністративних центрів та затвердження територій територіальних громад Запорізької області», увійшло до складу Пологівської міської громади[1].
- 19 липня 2020 року, в результаті адміністративно-територіальної реформи та ліквідації  Пологівського(1923-2020) району увійшло до складу новоутвореного Пологівського району[2].

## Населення

### Мова
Розподіл населення за рідною мовою за даними перепису 2001 року:
| Мова       | Кількість | Відсоток |
| ---------- | --------- | -------- |
| українська | 76        | 89.41%   |
| російська  | 9         | 10.59%   |
| Усього     | 85        | 100%     |